# 양산 통도사 괘불탱
통도사 괘불탱(通度寺 掛佛幀, 영어: Hanging Painting of Tongdosa Temple)은 대한민국 경상남도 양산시 하북면, 통도사성보박물관에 있는 조선시대의 불화이다. 2002년 10월 19일 대한민국 보물 제1351호로 지정되었다.

## 현지 안내문
괘불이란 절에서 큰 법회나 의식을 행하기 위해 법당 앞뜰에 걸어놓고 예배를 드리는 대형 불교그림을 말하는데, 통도사 괘불탱은 연꽃가지를 든 보살형 입상의 모습이 단독으로 그려진 괘불이다. 이 괘불탱은 머리에 보관을 쓰고 정면을 향하여 서 있는 보살형의 모습을 화면에 가득차게 그렸다. 몸광배와 머리광배가 있으며, 화면 윗부분에는 옅은 황색과 녹색 구름이 배치되어 있다. 보관에는 중앙부에 7구의 작은 부처가 있는데, 모두 두 손을 앞에 모으고 오른쪽으로 몸을 돌리고 서 있는 입상이다.
그림에 대한 내력을 적어 놓은 기록에 의하면, 이 괘불탱은 조선 정조 16년(1792)에 비구 지연(指演)을 비롯한 22명의 화승들이 참여하여 조성되었음을 알 수 있다.
이 괘불탱은 조성시기가 뒤지고 색채가 강하여 다소 경직된 면이 엿보이기는 하지만, 보존상태가 양호할 뿐만 아니라 장식성 돋보이는 화면에 필선이 유려하여 세련미가 엿보인다. 특히 둥글넓적한 얼굴과 뚱뚱해 보이는 체구, 설법인 모양을 한 손모양 등의 특징은 1644년 조성된 신원사노사나불괘불탱(국보)으로부터 1772년 조성된 개심사영산회괘불탱(보물)에 이르기까지의 괘불들과 관계지어 도상과 양식변화 파악에 있어 중요한 역할을 한다는 데 의의가 크다.

## 참고 문헌
- 이 문서에는 다음커뮤니케이션(현 카카오)에서 GFDL 또는 CC-SA 라이선스로 배포한 글로벌 세계대백과사전의 "《통도사괘불탱》" 항목을 기초로 작성된 글이 포함되어 있습니다.

## 저서
- 통도사괘불탱[깨진 링크(과거 내용 찾기)], 57Mb, 문화재청, 대형불화 정밀조사 보고서, 2016-04-15

## 같이 보기
- 통도사
- 통도사 석가여래 괘불탱 - 보물 제1350호

## 참고 자료
- 통도사 괘불탱 - 국가유산청 국가유산포털